# جولیان ده گوزمن
جولیان دو گوزمن (انگلیسی: Julian de Guzman؛ زادهٔ ۲۵ مارس ۱۹۸۱) بازیکن فوتبال اهل کانادا بود که در پست هافبک بازی می‌کرد. او یک مدیر اجرایی فوتبال کانادایی و بازیکن و مربی حرفه‌ای سابق است. دو گوزمن اولین کانادایی بود که در لالیگا اسپانیا بازی کرد.
وی همچنین در تیم‌های ملی فوتبال زیر ۲۰ سال کانادا و کانادا بازی کرده‌است.